# Makau na Mistrzostwach Świata w Lekkoatletyce 2011
Makau na Mistrzostwach Świata w Lekkoatletyce 2011 reprezentowane było przez jednego zawodnika.

## Występy reprezentantów Makau

### Mężczyźni

#### Konkurencje biegowe
| Konkurencja                | Zawodnik     | Runda 1  | Runda 1 | Runda 2  | Runda 2 | Półfinał | Półfinał | Finał    | Finał   |
| Konkurencja                | Zawodnik     | Rezultat | Pozycja | Rezultat | Pozycja | Rezultat | Pozycja  | Rezultat | Pozycja |
| -------------------------- | ------------ | -------- | ------- | -------- | ------- | -------- | -------- | -------- | ------- |
| Bieg na 110 m przez płotki | Iong Kim Fai |          |         | 15,35    | 32      |          |          |          |         |